# シソ目
|  | アムボレラ目 スイレン目 アウストロバイレヤ目 センリョウ目 カネラ目 コショウ目 クスノキ目 モクレン目 ショウブ目 オモダカ目 ヤマノイモ目 タコノキ目 ユリ目 キジカクシ目 ダシポゴン科 ヤシ目 イネ目 ツユクサ目 ショウガ目 マツモ目 キンポウゲ目 アワブキ科 ヤマモガシ目 ツゲ目 ヤマグルマ目 グンネラ目 ハマビシ目 ニシキギ目 キントラノオ目 カタバミ目 マメ目 バラ目 ウリ目 ブナ目 フウロソウ目 フトモモ目 クロッソソマ目 ムクロジ目 フエルテア目 アブラナ目 アオイ目 ブドウ目 ユキノシタ目 ビワモドキ科 ベルベリドプシス目 ビャクダン目 ナデシコ目 ミズキ目 ツツジ目 ガリア目 リンドウ目 シソ目 ナス目 モチノキ目 セリ目 キク目 マツムシソウ目 |

シソ目（シソもく、Lamiales）は真正双子葉類の目の一つ。24科におよそ1,060属23,800種が属する。

## 分類
APG植物分類体系では、ムラサキ科とレンノア科は系統がかなり異なるとしてシソ目から外された。かつての体系では、ゴマノハグサ科・ノウゼンカズラ科・モクセイ科・キツネノマゴ科などはゴマノハグサ目、オオバコ科はオオバコ目に含まれていた。また、アワゴケ目のアワゴケ科・スギナモ科はオオバコ科の中に含められている。
これらは形態的には多様であるが、系統的にはいずれも比較的近縁であることが明らかになり、また従来の形態などに基づく分類は系統分類になっていないため、再編成されている。たとえばクマツヅラ科の一部はむしろシソ科に近いためそちらに移され、ゴマノハグサ科はオオバコ科やハエドクソウ科に近縁なものなど複数のグループ（科）に分割されている。
- プロコスペルマ科 Plocospermataceae - 1属1種
- カールマニア科 Carlemanniaceae - 2属5種
- モクセイ科 Oleaceae - 24属615種
- テトラコンドラ科 Tetrachondraceae - 2属3種
- キンチャクソウ科 Calceolariaceae - 2属260種
- イワタバコ科 Gesneriaceae - 約147属3460種
- オオバコ科 Plantaginaceae - 約90属1900種
- ゴマノハグサ科 Scrophulariaceae - 65属1800種
- スティルベ科 Stilbaceae - 11属39種
- ビブリス科 Byblidaceae - 1属6種
- アゼナ科 Linderniaceae - 17属255種
- ツノゴマ科 Martyniaceae - 5属16種
- ゴマ科 Pedaliaceae - 14属70種
- キツネノマゴ科 Acanthaceae - 220属4000種
- ノウゼンカズラ科 Bignoniaceae - 110属800種
- シュレーゲリア科 Schlegeliaceae - 4属28種
- タヌキモ科 Lentibulariaceae - 3属330種
- トマンデルシア科 Thomandersiaceae - 1属6種
- クマツヅラ科 Verbenaceae - 31属918種
- シソ科 Lamiaceae - 236属7173種
- サギゴケ科 Mazaceae - 3属33種
- ハエドクソウ科 Phrymaceae - 13属188種
- キリ科 Paulowniaceae - 2属8種
- ハマウツボ科 Orobanchaceae - 99属2060種

## 過去の分類体系
クロンキスト体系ではシソ科、クマツヅラ科、ムラサキ科、レンノア科からなる。草本を中心とし一部は木本、花は合弁花で放射相称または左右相称の唇状。果実は少数の種子を含み分果または核果などになる。約7800種からなる。